# Ardipithecus
Az Ardipithecus egy kihalt Homininae-nem, ami a késő miocénban és a pliocén korban élt az Afar depressziónál, Etiópiában. Eredetileg az ember egyik legkorábbi őseként írták le, miután az elágazott a fő majom származási vonaltól. Ennek a nemnek az ember őseivel való kapcsolata, valamint hogy nem hominin-e, jelenleg is vitatott. Az irodalomban két fosszilis fajt írtak le: az A. ramidust, ami körülbelül 4,4 millió évvel ezelőtt élt, a korai pliocén alatt, és az A. kadabba fajt, ami körülbelül 5,6 millió évvel ezelőtt élt (a késő miocénban). A viselkedési elemzés azt mutatta, hogy az Ardipithecus nagyon hasonló volt a csimpánzéhoz, ami azt jelzi, hogy a korai ember ősöknek nagyon csimpánzszerű viselkedése lehetett.

## Ardipithecus ramidus
1994-ben nevezték el. Az első kövület 4,4 millió éves két vulkáni réteg közötti rétegtani helyzete alapján.
Mint a legtöbb emberszabású, de ellentétben az összes korábban elismert homininával, egy fogó nagylábujja volt, amely a fákon való mozgáshoz adaptálódott. Nem bizonyított, hogy a csontvázának hány más jellemzője tükrözi, hogy alkalmazkodott a földön két lábon járáshoz. Mint később a homininák, az Ardipithecus is redukált szemfogakkal rendelkezett.
1992–1993-ban fedezték fel az első A. ramidus kövületeket: tizenhét töredéket, beleértve a koponyát, az állkapcsot, a fogakat és a kar csontjait az Afar depresszióban, a Middle Awash folyó völgyében, Etiópiában. Több töredéket nyertek ki 1994-ben, összesen a teljes csontváz 45%-át. 1999 és 2003 között kilenc egyed fogait és csontjait találták meg As Dumánál, Etiópia Afar-régiójának nyugati szélén. A kövületek 4,35-4,45 millió évesek.
Kis agya volt, 300 és 350 cm³ közötti. Ez némileg kisebb, mint a modern bonobóké vagy a nőstény közönséges csimpánzé, de sokkal kisebb, mint az australopithecineké, például Lucyé (~400–550 cm³), nagyjából a 20%-a a modern Homo sapiensének. Az állkapcsa sokkal előreállóbb volt, mint a modern emberé.
A fogairól hiányzott a más majmoknál előforduló specializáció, ami azt sugallja, hogy általános mindenevő és gyümölcsevő volt, a tápláléka nem függött nagyon a lombozattól, rostos növényi anyagoktól (gyökerektől, gumóktól, stb), vagy a kemény és/vagy abrazív ételtől. A felső szemfog mérete az A. ramidus hímeknél nem különbözött határozottan a nőstényekétől. A felső szemfogaik kevésbé élesek voltak mint a modern közönséges csimpánzoké részben azért mert redukált volt a szemfog mérete, mivel a nagyobb felső szemfogakat élesíthették a kopás ellen az alsó szájban elhelyezkedő fogak. A felső szemfog jellemzői az A. ramidusnál ellentétben vannak a közönséges csimpánzoknál megfigyelt szexuális dimorfizmussal, ahol a hímeknek lényegesen nagyobb és élesebb felső szemfogaik vannak, mint a nőstényeknek.

A térkép a felfedezések helyszíneit mutatja

A felső szemfogának kevésbé kifejezett jellegét arra használták hogy az A. ramidus és több ősi homonida szociális viselkedésére következtessenek. Különösen arra használták hogy azt javasolják hogy a homonidák és az afrikai majmok utolsó közös ősét viszonylag kis hímek közti és csoporton belüli agresszió jellemezte. Ez feltűnően eltér a közönséges csimpánzok szociális mintáitól, amikben a hímek közötti és a csoporton belüli agresszió tipikusan magas. A kutatók egy 2009-es tanulmányban az mondták hogy ez az állapot „veszélyezteti az élő csimpánzok magatartási modellként való használatát az ősi emberszabású állapothoz”.
Később élt mint az ember és a csimpánz utolsó közös őse, és így nem teljesen képviseli azt. Mindazonáltal bizonyos szempontból eltért a csimpánzoktól ami arra utal hogy a közös ős különbözött a modern csimpánzoktól. Miután a csimpánz és az ember származási vonalak elágaztak mindkettő lényeges evolúciós változáson ment keresztül. A csimpánz lábak a fa megfogásra specializálódtak, az pedig A. ramidus láb jobban megfelel a járásnak. Az A. ramidus szemfoga kisebb, és egyenlő a hímek és nőstények között ami a redukált hím hím konfliktusokat sugallja megnövekedett pár kötődéssel, és megnövekedett szülői törődéssel. „Így az alapvető reproduktív és szociális viselkedési változások valószínűleg hosszú idővel az agyméret növekedése és a kőeszközhasználat előtt jelentek meg”, a kutatócsapat következtetése szerint.

### Ardi
1994-ben fedezték fel az Ardi becenevű viszonylag teljes A. ramidus csontvázat. Kis agyú 50 kilogramm nőstény volt, a csontváz tartalmazta a koponya túlnyomó részét és a fogakat, valamint a medencét, a kezeket és a lábakat. Etiópiában fedezték fel az Afar-sivatagban az Awash régió közepén. A lelet rétegtana alapján 4,4 millió éves.
A leírói szerint az emberi evolúció egy eddig kevéssé ismert szakaszát világítja meg, több mint egy millió évvel idősebb Lucynál (Australopithecus afarensis), az ikonikus korai emberős jelölt 3 200 000 évvel ezelőtt élt 1974-ben fedezték fel éppen 74 km távolságra Ardi felfedezési helyétől. Azonban mert az „Ardi” csontváz nem több mint 200 000 évvel idősebb mint a legkorábbi Australopithecusok, és előfordulhat hogy fiatalabb azoknál, ezért néhány kutató kétségbe vonja azt hogy az Australopithecusok közvetlen őse. Néhány kutatók arra következtet a medencéje és a végtagjai formája és a nagylábujja alapján, hogy fakultatív kétlábú volt: két lábon járt amikor a földön mozgott, de négy lábon mikor a faágakon mozgott. Primitívebb járóképessége volt mint a későbbi hominidáké, és lehet hogy nem tudott járni vagy futni hosszú távolságokon. A fogai azt sugallják hogy mindenevő volt, és hogy általánosabban mint a modern majmok.

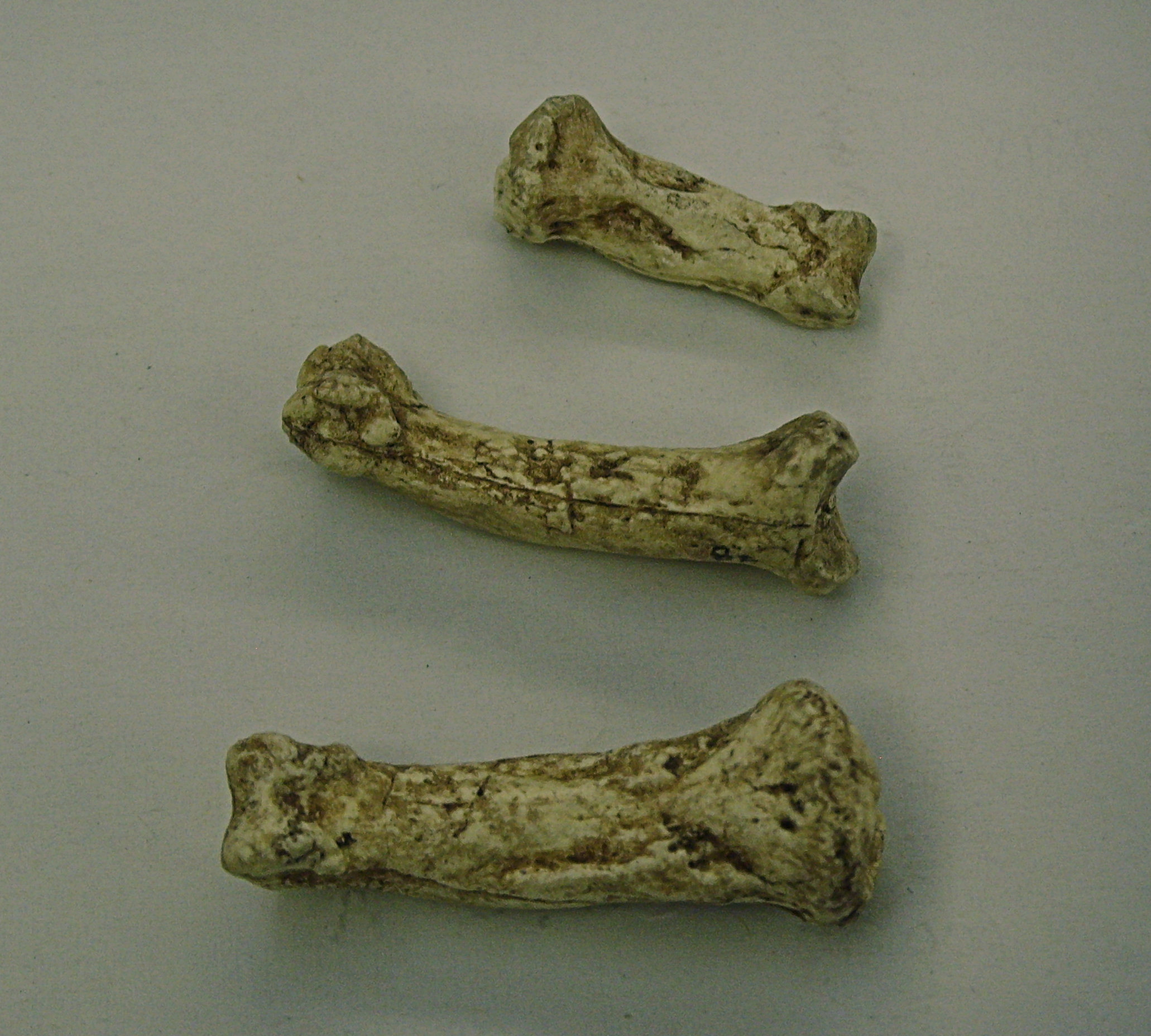
Ardi ujjcsontjainak öntvénye.

## Ardipithecus kadabba

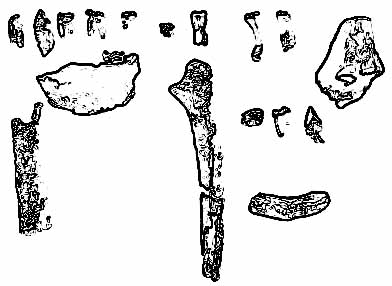
Ardipithecus kadabba kövületek

Csak a fogairól és csontdarabokból és részekből ismert, és körülbelül 5,6 millió évvel ezelőtt élt. Az A. ramidus valószínű őseként írták le. A fogai "primitív morfológiát és kopás mintát" mutatnak ami bizonyítja hogy az A. kadabba egy különböző faj mint az A. ramidus.

## Életmód
Az A. ramidus lábujj és medence szerkezete miatt néhány kutató azt javasolja hogy felegyenesedve járt.
Scott Simpson a Gona Projekt fizikai antropológusa szerint a Közép-Awashi fosszilis bizonyítékok azt jelzik hogy az A. kadabba és a A. ramidus "erdők és füves vidék mozaikjában éltek tavakkal, ingoványokkal és forrásokhoz közel", de további kutatás szükséges annak meghatározásához hogy az Ardipithecus milyen élőhelyet részesített Gonánál előnyben.

## Alternatív nézetek és további tanulmányok
Mivel számos jellemzőjén osztozik a csimpánzokkal, a majom elágazási időszakhoz való közelsége miatt, és mivel a kövületei nem hiánytalanok a pontos helyzete a fosszilis leletekben vitatott. Esteban E. Sarmiento független kutató 2010-ben módszeresen összehasonlította a azonosító karaktereket a majmoknál és az ember ős kövületeknél az Ardipithecussal kapcsolatban, és arra a következtetésre jutott hogy az összehasonlítási adatok nem elegendőek ahhoz hogy kizárólagosan támogassák az emberi származási vonalat. Megjegyzi hogy az Ardipithecusnak nincs bármilyen kizárólagos emberi jellemzője és néhány jellemzője (a csuklója és a koponyalapja) arra utal hogy a közös ember/Afrikai majom állománytól már az ember, csimpánz és gorilla szétválás előtt elágazott. Az ő 2011-es összehasonlító allometriai tanulmánya az őrlőfogon és a test szegmensek hosszúságán (beleértve élő főemlősök hasonló testméretét) megjegyezte hogy néhány méret beleértve a rövid felső végtagokat és a kézközépcsontokat az emberre emlékeztetnek, de más méretek például a hosszú ujjak és az őrlőfog felülete nagyon majomszerű. 
Sarmiento arra a következtetésre jutott hogy az ilyen hossz méretek oda-vissza változhattak az evolúció során és nem nagyon jó jelzői a rokonsági foknak. Az Ardipithecus hossz méretek azonban jól jelzik a tevékenységét és a fog izotóp adatokkal együtt és az állatvilág és növényvilág a kövületekből azt jelzik hogy főleg földön, négy lábon járó állat volt, és a tápláléka nagy részét a földön gyűjtötte. A fákon korlátozott időt töltött és az ágakon kizárólag a felső végtagjaival ritkán függeszkedett.
Azonban néhány későbbi vizsgálat továbbra is az emberi származási vonalba való besorolása mellett érvel. Egy 2013-as összehasonlító tanulmány a modern és a fosszilis fogzománcokon belüli stabil szén és az oxigén izotópokkal felfedte hogy az Ardipithecus a fákon és a földön egy nyitottabb élőhelyen táplálkozott, ellentétben a csimpánzokkal és kihalt Sivapithecussal ami megkülönbözteti a majmoktól. 2014-ben beszámoltak róla hogy az Ardipithecus, Australopithecus sediba és A. afarensis kéz csontjai az ember származási vonalának különböző jellegzetességéből állnak (jelen van bennük a III. kézközépcsonti processus styloideus ami hiányzik a majmoknál). Az egyedülálló agy szerveződéseket (például oldalirányú eltolódása a fejütőér lyuknak, az középlaterális rövidülése az oldalsó dobhártyának, és egy rövidebb trapéz basilaris elem) az Ardipithecusban csak Australopithecusokban és a Homo kládban találták meg szintén. A foggyökér morfológiáját összehasonlítva a Sahelanthropus tchadensisével szintén erős hasonlóságot jelez, ami az emberi származási vonalba való helyes belehelyezésére utal.
Egy tanulmányban ami feltételezi az Ardipithecus ramidus hominin státuszát azzal érvel hogy a testrészek fejlődésének üteme eltért az emberszabású majmoknál általánostól. Ebben a vizsgálatban összehasonlították a faj arckoponya morfológiáját a fiatal csimpánzokéval hogy elválasszák az arckoponya növekedését az agy növekedésétől és társítsák az élettörténetével például az első őrlőfog kibújásával és az első szülés életkorával. Következésképpen úgy érvelnek hogy a faj egy egyedülálló egyedfejlődést képvisel ami eltér bármely jelenlegi majométól. A csökkentett növekedése az al-orr alveoláris területnek az arcon, ami a kiálló szemfog komplexumnak ad otthont a csimpánzokban, azt sugallja hogy a fajnak növekedés arányai valamint a szaporodási biológiája különbözik minden élő főemlős fajétól. Ebben az értelemben a faj lehet hogy az első emberi társadalmi, szülői és szexuális pszichológia felé mutató tendenciát mutatja. Következésképpen a szerzők azzal érvelnek hogy már nem tarthatók fenn hosszan korai hominin társadalmi és a párzási viselkedés rekonstrukciókban a csimpánzokról levont következtetések, ami további bizonyítékot ad az úgynevezett "csimpánz referenciális modellt" ellen. A szerzők azt írják a faj szokatlan koponya-fog növekedési mintázatának és annak a lehetőségnek hogy rávilágíthat az emberi társas viselkedés eredetére tárgyalásakorː
Az embereknek a csimpánzokkal való kontrasztja szintén tanulságos, amikor az emberekben elkezdek kifejlődni a széles társadalmi kötelékek az állandó fogképződés kezdete után, azonos mérföldkő a csimpánzok fejlődésében az arc egyre jobban előreálló kezdett lenni. Más szóval az embereknél úgy látszik hogy a homlok növekedés kicserélődött a  szocio-emocionális fejlődés egy hosszabb és intenzívebb időszakával. Mivel az A. amidusnak nem volt előreálló állkapcspa C/P3 komplex-el (ami az egyik legfontosabb eszköz amellyel a hímek versengenek a státuszért a párzási hierarchián belül más főemlős fajoknál), a faj fiatal és juvenilis tagjai valószínűleg más utat követtek hogy a társadalmi csoportjuk reproduktív sikeres tagjai legyenek. A hatása ezeknek a fajok közötti különbségnek az hogy az A. ramidus  fiatal és juvenilis egyedek szocializációjának valószínűleg volt egy szakasza amit eltért a csimpánzokétól. Következésképpen lehetséges hogy az A.ramidusban látható az első, bár kezdeti trend a gyermek szocializáció emberi formája és társadalmi szerveződés felé.
Itt kell megjegyezni hogy ezt a nézetet még meg kell erősíteni az A.ramidus ontogenezisének több részletes tanulmányával.